# Tanya Huff
Tanya Sue Huff (Halifax, Nueva Escocia; 26 de septiembre de 1957) es una escritora canadiense de relatos de ciencia ficción, fantasía y terror.

## Biografía
Nacida en la ciudad de Halifax (Nueva Escocia), Tanya Huff creció en Kingston (Ontario). Su primera publicación como escritora fue en The Picton Gazette, cuando tenía 10 años, recibiendo 10$ por dos de sus poemas. Tanya se unió a la Reserva Naval Canadiense en 1975 como cocinera, y terminó su servicio militar en 1979. En 1982 se graduó como bachiller en Artes Aplicadas en el Instituto Politécnico Ryerson de Radio y Televisión en Toronto. Fue a la misma clase que el famoso escritor de ciencia ficción Robert J. Sawyer y ambos colaboraron en su último trabajo de laboratorio, con un corto televisivo de ciencia ficción.
A principios de la década de 1980 trabajó en Mr. Gameway's Ark, una tienda de juegos en el centro de Toronto. De 1984 a 1992 también trabajó en Bakka, la más antigua librería de ciencia ficción de Norteamérica. Durante esta época escribió siete novelas y nueve historias cortas, que serían publicadas posteriormente. Formaba parte del grupo de escritura Bunch of Seven. En 1992, tras haber vivido 13 años en el centro de Toronto, se trasladó con sus cuatro gatos a una zona rural de Ontario, donde vive actualmente con su esposa Fiona Patton. Actualmente tiene seis gatos y un perro al que llama “chihuahua involuntario”.
Tanya Huff es una de las principales autoras de fantasía contemporánea de Canadá, un subgénero iniciado por Charles de Lint. Muchos de los escenarios de sus historias son lugares próximos en los que ha vivido o que ha visitado en Toronto, Kingston y otros lugares. Con frecuencia utiliza como nombres de sus personajes los nombres de las personas de su círculo de conocidos.
La serie de televisión Blood Ties está basada en la saga de Tanya sobre la detective Vicki Nelson, emitida en Estados Unidos y Canadá. Es producida por CHUM Televisión y Kaleidoscope Entertainment la actriz de Toronto Christina Cox tiene el papel protagonista en la serie

### Las Crónicas de la Guardiana
Claire es una Guardiana, encargada de vigilar y proteger el tejido metafísico del universo, que se encuentra encargada del Bed &Breakfast, un establecimiento con un agujero al Infierno en el sótano. El alivio cómico de la saga es su secundario Austin, un enorme y viejo gato y familiar de bruja. El amor de Claire es Dean, un mortal. La hermana de Claire, Diana, también tiene un papel importante. En el segundo libro Diana adquiere su propio familiar –un gato que habla y que anteriormente fue un ángel.
- Summon the Keeper (1998) (Publicado en España por Nabla Ediciones con el título "La Guardiana" I.S.B.N. 978-84-92461-17-2 en 2008)
- The Second Summoning (2001) (Publicado en España por Nabla Ediciones con el título "La Guardiana 2 La segunda llamada" I.S.B.N. 978-84-92461-30-1 en 2009)
- Long Hot Summoning (2003)

### La saga de los cuartos
En esta saga Tanya Huff describe un mundo en el que los músicos (o bardos) crean magia y una invasión de un país vecino amenaza la tierra. Muchos de los bardos viajaban para ayudar con su magia y llevar noticias por todo el reino. El primer libro se concentra en una barda que es la hermana del rey y a la que se le ha prohibido tener hijos. Cuando se queda embarazada después de una salvaje noche de pasión con un duque, teme ser castigada. El segundo y el tercer libro tienen como protagonistas a un hermano y una hermana que son asesinos. El cuarto libro es una historia independiente de las otras tres, que tiene lugar en una tierra nueva.
- Sing the Four Quarters (1994)
- Fifth Quarter (1995)
- No Quarter (1996)
- The Quartered Sea (1999)

### Novelas de Cristal
- Child of the Grove (1988)
- The Last Wizard (1989) 
Wizard of the Grove (1999) (una antología con Child of the Grove y The Last Wizard)

### La saga de la sangre
Esta saga, sin duda la más conocida de Tanya Huff, tiene como protagonistas a la detective Vicki Nelson y al vampiro Henry Fitzroy (basado en un personaje histórico real). El primer libro presenta a Vicki Nelson, una oficial de policía que tuvo que abandonar su trabajo debido a que se está quedando ciega por culpa de una retinitis pigmentosa. Vicki conoce a Henry Fitzroy, un vampiro y escritor de novelas románticas. En vida Henry fue hijo ilegítimo del rey Enrique VIII de Inglaterra antes de ser seducido por una vampira. También aparecen otros personajes recurrentes como Tony Foster, que es el contacto de Vicki en las calles de Toronto, hasta que se convierte en protegido y amante de Henry, y Mike Celluci, un policía que fue compañero y amante de Vicki y que todavía conserva su amistad.
Vicki y Henry se enfrentan juntos a diversas amenazas y cada libro de la saga está dedicado a un tipo de criatura sobrenatural (demonios, hombres lobo, momias, zombis, fantasmas). La saga está ambientada en Toronto y utiliza muchos lugares reales. Fue adaptada para televisión bajo el título de “Blood Ties” (Lazos de Sangre), y actualmente (2008) lleva dos temporadas.
- Blood Price (1991) (traducido en España como El Precio de la Sangre)
- Blood Trail (1992)  (El Rastro de la Sangre)
- Blood Lines (1992)  (El Linaje de la Sangre)
- Blood Pact (1993) (El Pacto de la Sangre)
- Blood Debt (1997) (La Deuda de la Sangre)
- Blood Bank  una colección de historias cortas, solo disponibles en inglés en las antologías.

Antologías
- The Blood Books, Volume I (antología con Blood Price y Blood Trail) 2006 ISBN 0-7564-0387-1.
- The Blood Books, Volume II (antología con Blood Lines y Blood Pact) 2006 ISBN 0-7564-0388-X.
- The Blood Books, Volume III (antología con Blood Debt y Blood Bank) 2006-09-05 ISBN 0-7564-0392-8.

### Humo y Sombras
Una secuela de la Saga de la Sangre, el protagonista es Tony Foster, que ahora trabaja en la televisión, irónicamente en una serie sobre un detective vampiro. Tony sigue en contacto con Henry Fitzroy y juntos continúan enfrentándose a amenazas sobrenaturales.
- Smoke and Shadows (2004 edición). ISBN 0-7564-0183-6, ISBN 0-7564-0263-8.
- Smoke and Mirrors (2005 edición). ISBN 0-7564-0262-X, ISBN 0-7564-0348-0.
- Smoke and Ashes (junio 2006 edición). ISBN 0-7564-0347-2, ISBN 978-0-7564-0415-4.

### Confederación de Valor
El objetivo del sargento Torin Kerr' es mantener a su compañía de marines espaciales vivos mientras realizan peligrosas misiones por toda la galaxia.
- A Confederation of Valor (2006) (antología con Valor's Choice y A Better Part of Valor)
- Valor's Choice (2000)
- The Better Part of Valor (2002)
- The Heart of Valor (2007)

### Otras novelas
- Gate of Darkness, Circle of Light (1989)
- The Fire's Stone (1990)
- Scholar of Decay (1995), una novela ravenloft

### Colecciones de historias cortas
- What Ho, Magic! (Meisha Merlin, 1999)
- Relative Magic (Meisha Merlin, 2003)
- Stealing Magic (Edge, 2005)
- Finding Magic (ISFiC Press, 2007)